# رافائل فلورو
رافائل فلورو (پرتغالی: Rafael Floro؛ زادهٔ ۱۹ ژانویهٔ ۱۹۹۴) بازیکن فوتبال اهل پرتغال است.

## باشگاهی
از باشگاه‌هایی که در آن بازی کرده‌است می‌توان به بلننسس و شفیلد ونزدی اشاره کرد.

## تیم ملی
وی همچنین در تیم ملی فوتبال زیر ۲۰ سال پرتغال و تیم ملی فوتبال زیر ۱۸ سال پرتغال بازی کرده‌است.